# یواس‌اس ال‌سی‌آی-۹۰
یواس‌اس ال‌سی‌آی-۹۰ (به انگلیسی: USS LCI-90) یک کشتی است که طول آن ۱۵۸ فوت ۵٫۵ اینچ (۴۸٫۲۹۸ متر) می‌باشد. این کشتی در سال ۱۹۴۳ ساخته شد.